# Politique en Slovaquie
La Slovaquie est une république démocratique parlementaire. Le pouvoir législatif est exercé par le Parlement et il peut être exercé dans certains cas aussi par le gouvernement ou directement par les citoyens. Le pouvoir exécutif est exercé par le gouvernement dirigé par le président du gouvernement. Le pouvoir judiciaire est indépendant du pouvoir exécutif et le législatif. Le président est le chef de l'État.

## Système légal
La Constitution de la République slovaque a été adoptée le 1er septembre 1992 et entra en vigueur 1er janvier 1993. Elle a été modifiée en septembre 1998 pour permettre l'élection du président au suffrage direct puis en février 2001 en vue de l'intégration de la Slovaquie à l'Union européenne. Le système de droit civil est fondé sur des codes hongrois. Le système juridique a été modifié pour se conformer aux critères de l'OSCE, rompant avec les dernières traces de la doctrine marxiste-léniniste.

## Pouvoir exécutif
| Fonction                   | Nom              | Parti | Parti       | Depuis          |
| -------------------------- | ---------------- | ----- | ----------- | --------------- |
| Président de la République | Peter Pellegrini |       | Indépendant | 15 juin 2024    |
| Premier ministre           | Robert Fico      |       | Smer        | 25 octobre 2023 |

Le président de la République est le chef de l'État et dispose de pouvoirs très limité. Il est élu pour un mandat de cinq ans, renouvelable une fois, au suffrage direct au scrutin uninominal majoritaire à deux tours.
Le président du gouvernement est le chef du gouvernement et du pouvoir exécutif. Il est nommé par le président de la République, qui doit tenir compte de la répartition des forces politiques au sein du Conseil national. Les autres membres du gouvernement sont nommés par le chef de l'État sur recommandation du chef de l'exécutif.
Au deuxième tour de l'élection présidentielle du 6 avril 2024 s'opposent deux candidats affichant des opinions opposées sur la politique du pays à l'égard de la Russie. Le diplomate Ivan Korcok est le candidat d'une opposition libérale, pro-européenne, favorable au soutien militaire à l'Ukraine. L’ancien Premier ministre Peter Pellegrin, président du Parlement, allié de Robert Fico, entend stopper ce soutien militaire et appelle le candidat d’extrême droite prorusse Stefan Harabin, arrivé en troisième position, à le soutenir. Peter Pellegrin l'emporte.

## Pouvoir législatif
Le Parlement slovaque est constitué d'une chambre unique, le Conseil national composé de 150 membres. Les députés au Conseil sont élus pour 4 ans au scrutin proportionnel plurinominal.
Le Conseil national examine et approuve la Constitution, les lois constitutionnelles et autres actes juridiques. Il approuve également le budget de l'État. La loi lui octroie la nomination de certains fonctionnaire ainsi que celle de juge de la Cour constitutionnelle de la République slovaque et du Procureur général. Avant leur ratification, le Parlement doit approuver tous les traités internationaux importants. En outre, il donne son consentement pour l'envoi de forces militaires hors du territoire de la Slovaquie et par rapport à la présence des forces militaires étrangères sur le territoire national.

## Pouvoir judiciaire
Le système judiciaire est constitué de la Cour suprême, huit tribunaux régionaux, 54 tribunaux de districts ainsi que de la Haute Cour militaire et de trois tribunaux militaires de district.
La Cour constitutionnelle est compétente pour trancher des questions relatives au respect de la Constitution.
Un tribunal spécial a vu le jour en 2004 et est chargé de juger des affaires pénales liées à la corruption et à la criminalité économique en général mais a été abrogé en 2009 sur l'insistance des partis Parti populaire - Mouvement pour une Slovaquie démocratique et Parti national slovaque dans la majorité.
Les juges des juridictions supérieures sont nommés par le président sur présentation du Conseil de la magistrature.

## Élections et partis politiques
Le suffrage est universel, égal, direct et secret. La majorité électorale est fixée à 18 ans.
Élection présidentielle : le président est élu au suffrage direct, au scrutin uninominal majoritaire à deux tours, pour un mandat de cinq ans.
Élections législatives : les membres du Conseil national de la République slovaque sont élus directement pour un mandat de quatre ans, à la représentation proportionnelle. Un parti doit avoir rassemblé au moins 5 % des suffrages exprimés sur l'ensemble du territoire s'il escompte envoyer des élus siéger au Conseil. La liste étant semi-ouverte, les électeurs peuvent exprimer un vote préférentiel en choisissant leurs candidats au sein de la liste pour laquelle ils votent.
La scène politique slovaque comprend un large éventail de partis politiques, y compris les communistes (KSS) et les nationalistes (SNS). De nouveaux partis se présentent et les vieux partis fusionnent ou cessent d'exister à un rythme fréquent. Les principaux partis sont membres de partis politiques européens. Certains partis ont des bastions régionaux, par exemple le Parti de la coalition hongroise, soutenu par la minorité hongroise vivant en Slovaquie méridionale. Bien que le clivage politique principal dans les années 1990 concernait la politique quelque peu autoritaire du HZDS, le clivage traditionnel droite-gauche est récemment devenu le clivage dominant dans la politique de la Slovaquie.
Les principaux partis politiques slovaques sont :
- Les Gens ordinaires et personnalités indépendantes-Nouvelle Majorité, formation conservatrice représentée au Conseil national par 53 députés depuis les élections de 2020 ;
- Direction - Social-démocratie, parti social-démocrate, 38 députés ;
- Nous sommes une famille, parti populiste de droite, 17 députés ;
- Parti populaire « Notre Slovaquie », parti d'extrême droite, 17 députés
- Liberté et Solidarité, parti libéral, 13 députés ;
- Pour le peuple, parti centriste, 12 députés ;

D'autres formations politiques comme le Mouvement chrétien-démocrate, le Parti de la communauté hongroise et le Parti national slovaque ont obtenu des scores trop faibles pour accéder à une représentation parlementaire. Le parti de la présidente en fonction Slovaquie progressiste-Démocrates n'a pas obtenu de siège au Conseil national.